# 清水理恵子
清水 理恵子（しみず りえこ、1978年10月3日 - ）は関西を中心に活躍するタレント。神戸生まれの神戸育ち。武庫川女子大学 短期大学部 国文科 卒業。昭和プロダクション所属。

## 出演番組
FM OSAKA
- オフ★チケ（2008.1 - 2009.3）

ABCラジオ
- サンデーミュージックアワー 浦川泰幸の気分はトレンディ!（2010.1.10 - 3 河島あみるの産休ピンチヒッター）
- ABCフレッシュアップベースボール（2007年 - 08年度　土曜・日曜ナイターに出演）
- ABCフレッシュアップJAM土曜日担当
- サタデーぶっちぎりプレーボール　(2007年度)
- 全国高等学校野球選手権　アルプスリポーター　(2005年 - 2008年)
- 目指せ甲子園！ドリームスタジアム　(2005年 - 2008年)
- 高校野球特番　夏の仲間にありがとう(2006.8)

サンテレビ
- こんにちは県警です キャスター (2007.4 - )
- 西播磨発サタデー9 リポーター (2006.1 - )
- 姫路のひろば
- 歯っぴいライフ アシスタント (2006.6 - )

Kiss-FM
- PUMP IT UP リポーター
- kankiss.jp リポーター
- Music Presenter リポーター
- Kissラジオショッピング (2003 - 2005.3)

JFN系列
- コスモアースコンシャスアクトKiss-FM KOBE担当リポーター (2005.4 - )

ラジオ関西
- Snow station white wave 1395
- まるごと!スポーツサンデー
- オリックス戦ベンチリポーター　　　　　　　　　　　　　　　　　　　　　　　　　　　　　

BAN-BANテレビ ＆　ラジオ
- いまからどこいこ！
- STEP UP WEEKEND
- 高校野球中継レポーター(2014年)

その他多数。